# Christa Meves
Christa Meves, född 4 mars 1925 i Neumünster, Tyskland, är en tysk barn- och ungdomspsykoterapeut och författare.
Christa Meves är medarbetare vid den nationalkonservativa tidningen Schweizerzeit.